# Nico Marischka
Nico Marischka (* 2007 in München) ist ein deutscher Jugenddarsteller.

## Leben
Nico Marischka ist der Sohn der Journalistin und Radiomoderatorin Juliette Marischka. Er gehört zu einer alten österreichischen Theater- und Schauspieldynastie aus Wien. Sein Großvater ist der Regisseur, Schauspieler und Autor Georg Marischka; seine Großmutter die deutsche Schauspielerin Ingeborg Schöner. Die Schauspielerin Nicole Marischka ist seine Tante. Nicos Urgroßvater ist der österreichische Operettensänger, Schauspieler und Regisseur Hubert Marischka. Sein Urgroßonkel ist der Regisseur Ernst Marischka, der die „Sissi“-Trilogie gedreht hat.

## Filmografie
- 2015: Hebamme II (Regie: Hannu Salonen)
- 2016: Inga Lindström – Willkommen im Leben (Regie: Udo Witte)
- 2016: Mord in bester Gesellschaft: Winters letzter Fall (Regie: Peter Stauch)
- 2016: Harry die Ehre (Regie: Marc Streck)
- 2017: Fight for your ideas (Regie: Benjamin Leichtenstern)
- 2017: The Team II (Regie: Kasper Gaardsoe)
- 2017: Dr. Klein – Folge 43 (Regie: Gero Weinreuter)
- 2018: Unspoken Words (Regie: Tobias Schönenberg)
- 2018: Blei (Regie: Benjamin Leichtenstern)
- 2018: Rufmord (Regie: Viviane Andereggen)
- 2020: Lassie – Eine abenteuerliche Reise (Regie: Hanno Olderdissen)
- 2020: Die verschwundene Kamera (Regie: Tim Dünschede)
- 2020: Watzmann ermittelt (Regie: Tanja Roitzheim)
- 2022: Der Taunuskrimi: Muttertag (Regie: Felix Herzogenrath)
- 2022: Lassie – Ein neues Abenteuer (Regie: Hanno Olderdissen)
- 2023: Turmschatten (Regie: Hannu Salonen)
- 2025: Der Bergdoktor – Staffel 18, Folge 4: Kindeswohl (Regie: Sascha Thiel)
- 2025: Chabos (Regie: Arkadij Khaet & Mickey Paatzsch)

## Auszeichnungen
- Deutsches Kinder Medienfestival Goldener Spatz 2023[2] – Bester Darsteller für „Lassie - Ein neues Abenteuer“